# یواس‌اس دلفی (دی‌دی-۲۶۱)
یواس‌اس دلفی (دی‌دی-۲۶۱) (به انگلیسی: USS Delphy (DD-261)) یک کشتی بود که طول آن ۹۵٫۸۳ متر (۳۱۴٫۴ فوت) بود. این کشتی در سال ۱۹۱۸ ساخته شد.